# والتر راسل
والتر بومن راسل (۱۹ مه ۱۸۷۱ - ۱۹ مه ۱۹۶۳)، دانشمند بزرگ آمریکایی بود. وی فیزیکدان بود و در علوم متعددی مهارت داشت و به لئوناردو دا وینچی عصرش مشهور بود. وی در زمینه موسیقی، ادبیات، معماری، نقاشی، مجسمه‌سازی، علوم طبیعی، اقتصاد سالم، فلسفه و عرفان فعالیت داشت.
والتر راسل در سال ۱۹۲۶ با استفاده از جدول تناوبی «مارپیچ» وجود دو تریم را پیش بینی کرد.